# Maria Teresa van Bourbon-Parma

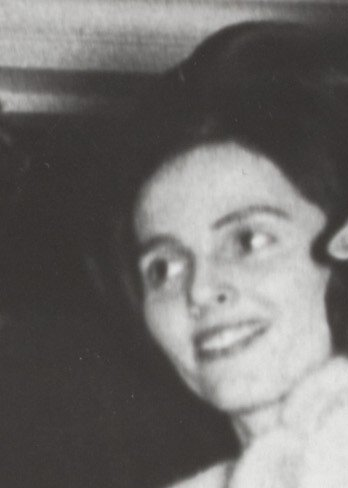
Maria Teresa van Bourbon-Parma

Maria Teresa van Bourbon-Parma (Parijs, 28 juli 1933 – aldaar, 26 maart 2020) was een Spaans-Franse prinses, activiste en schrijfster.

## Levensloop
Op 28 juli 1933 werd Maria Teresa geboren als dochter van prins Xavier van Bourbon-Parma (1889-1977) en Marie de Bourbon-Busset (1898-1984). Ze groeide op in een gezin van zes. Maria Teresa was een zus van Carel Hugo van Bourbon-Parma (1930-2010), de echtgenoot van Irene der Nederlanden. Zelf is Maria Teresa nooit getrouwd en zij had geen kinderen.
Ze studeerde in 1981 af in de studierichting Spaans aan de Sorbonne. Tevens studeerde zij politieke sociologie aan de Complutense-universiteit van Madrid. Ze doceerde aan beide universiteiten.
Maria Teresa bestudeerde ook de islam en hoe deze zich verhoudt tot de rechten van de vrouw. Ze was een socialistisch activiste en vocht voor de rechten van de vrouw. Ze kreeg de bijnaam de rode prinses. In de jaren zestig en zeventig steunde Maria Teresa haar broer Carlos Hugo I in zijn strijd met de Carlistenpartij.
Maria Teresa heeft diverse boeken geschreven, waaronder Les Bourbon Parme - une famille engagée dans l'histoire (2014).
Op 26 maart 2020 overleed ze op 86-jarige leeftijd aan COVID-19.

## Kwartierstaat
| Karel III van Bourbon-Parma (1823-1854) | Karel III van Bourbon-Parma (1823-1854) | Karel III van Bourbon-Parma (1823-1854) | Karel III van Bourbon-Parma (1823-1854) | Karel III van Bourbon-Parma (1823-1854)  | Karel III van Bourbon-Parma (1823-1854)  | Louise Maria van Frankrijk (1819-1864)   | Louise Maria van Frankrijk (1819-1864)   | Louise Maria van Frankrijk (1819-1864)   | Louise Maria van Frankrijk (1819-1864)   | Louise Maria van Frankrijk (1819-1864) | Louise Maria van Frankrijk (1819-1864) |                                          |                                          | Michaël I van Portugal (1802-1866)       | Michaël I van Portugal (1802-1866)       | Michaël I van Portugal (1802-1866)       | Michaël I van Portugal (1802-1866)       | Michaël I van Portugal (1802-1866)     | Michaël I van Portugal (1802-1866)     | Adelheid van Löwenstein-Wertheim-Rosenberg (1831-1909) | Adelheid van Löwenstein-Wertheim-Rosenberg (1831-1909) | Adelheid van Löwenstein-Wertheim-Rosenberg (1831-1909) | Adelheid van Löwenstein-Wertheim-Rosenberg (1831-1909) | Adelheid van Löwenstein-Wertheim-Rosenberg (1831-1909) | Adelheid van Löwenstein-Wertheim-Rosenberg (1831-1909) |  |  | Marie Louis Henri de Bourbon-Busset, graaf van Lignières (1826-1902) | Marie Louis Henri de Bourbon-Busset, graaf van Lignières (1826-1902) | Marie Louis Henri de Bourbon-Busset, graaf van Lignières (1826-1902) | Marie Louis Henri de Bourbon-Busset, graaf van Lignières (1826-1902) | Marie Louis Henri de Bourbon-Busset, graaf van Lignières (1826-1902)           | Marie Louis Henri de Bourbon-Busset, graaf van Lignières (1826-1902)           | Adrienne de Mailly-Nesle (1829-1901)                                           | Adrienne de Mailly-Nesle (1829-1901)                                           | Adrienne de Mailly-Nesle (1829-1901)                                           | Adrienne de Mailly-Nesle (1829-1901)                                           | Adrienne de Mailly-Nesle (1829-1901)                 | Adrienne de Mailly-Nesle (1829-1901)                 |                                                      |                                                      | René de Kerret de Quillien (1833-1898)               | René de Kerret de Quillien (1833-1898)               | René de Kerret de Quillien (1833-1898)         | René de Kerret de Quillien (1833-1898)         | René de Kerret de Quillien (1833-1898)         | René de Kerret de Quillien (1833-1898)         | Marie-Léonie Gautier (1843-1878)               | Marie-Léonie Gautier (1843-1878)               | Marie-Léonie Gautier (1843-1878) | Marie-Léonie Gautier (1843-1878) | Marie-Léonie Gautier (1843-1878) | Marie-Léonie Gautier (1843-1878) |  |  |  |  |  |  |  |  |  |  |  |  |  |  |  |  |  |  |  |  |  |  |  |  |  |  |  |  |  |  |  |  |  |  |  |  |  |  |  |  |  |  |  |  |  |  |  |  |
| Karel III van Bourbon-Parma (1823-1854) | Karel III van Bourbon-Parma (1823-1854) | Karel III van Bourbon-Parma (1823-1854) | Karel III van Bourbon-Parma (1823-1854) | Karel III van Bourbon-Parma (1823-1854)  | Karel III van Bourbon-Parma (1823-1854)  | Louise Maria van Frankrijk (1819-1864)   | Louise Maria van Frankrijk (1819-1864)   | Louise Maria van Frankrijk (1819-1864)   | Louise Maria van Frankrijk (1819-1864)   | Louise Maria van Frankrijk (1819-1864) | Louise Maria van Frankrijk (1819-1864) |                                          |                                          | Michaël I van Portugal (1802-1866)       | Michaël I van Portugal (1802-1866)       | Michaël I van Portugal (1802-1866)       | Michaël I van Portugal (1802-1866)       | Michaël I van Portugal (1802-1866)     | Michaël I van Portugal (1802-1866)     | Adelheid van Löwenstein-Wertheim-Rosenberg (1831-1909) | Adelheid van Löwenstein-Wertheim-Rosenberg (1831-1909) | Adelheid van Löwenstein-Wertheim-Rosenberg (1831-1909) | Adelheid van Löwenstein-Wertheim-Rosenberg (1831-1909) | Adelheid van Löwenstein-Wertheim-Rosenberg (1831-1909) | Adelheid van Löwenstein-Wertheim-Rosenberg (1831-1909) |  |  | Marie Louis Henri de Bourbon-Busset, graaf van Lignières (1826-1902) | Marie Louis Henri de Bourbon-Busset, graaf van Lignières (1826-1902) | Marie Louis Henri de Bourbon-Busset, graaf van Lignières (1826-1902) | Marie Louis Henri de Bourbon-Busset, graaf van Lignières (1826-1902) | Marie Louis Henri de Bourbon-Busset, graaf van Lignières (1826-1902)           | Marie Louis Henri de Bourbon-Busset, graaf van Lignières (1826-1902)           | Adrienne de Mailly-Nesle (1829-1901)                                           | Adrienne de Mailly-Nesle (1829-1901)                                           | Adrienne de Mailly-Nesle (1829-1901)                                           | Adrienne de Mailly-Nesle (1829-1901)                                           | Adrienne de Mailly-Nesle (1829-1901)                 | Adrienne de Mailly-Nesle (1829-1901)                 |                                                      |                                                      | René de Kerret de Quillien (1833-1898)               | René de Kerret de Quillien (1833-1898)               | René de Kerret de Quillien (1833-1898)         | René de Kerret de Quillien (1833-1898)         | René de Kerret de Quillien (1833-1898)         | René de Kerret de Quillien (1833-1898)         | Marie-Léonie Gautier (1843-1878)               | Marie-Léonie Gautier (1843-1878)               | Marie-Léonie Gautier (1843-1878) | Marie-Léonie Gautier (1843-1878) | Marie-Léonie Gautier (1843-1878) | Marie-Léonie Gautier (1843-1878) |  |  |  |  |  |  |  |  |  |  |  |  |  |  |  |  |  |  |  |  |  |  |  |  |  |  |  |  |  |  |  |  |  |  |  |  |  |  |  |  |  |  |  |  |  |  |  |  |
|                                         |                                         |                                         |                                         |                                          |                                          |                                          |                                          |                                          |                                          |                                        |                                        |                                          |                                          |                                          |                                          |                                          |                                          |                                        |                                        |                                                        |                                                        |                                                        |                                                        |                                                        |                                                        |  |  |                                                                      |                                                                      |                                                                      |                                                                      |                                                                                |                                                                                |                                                                                |                                                                                |                                                                                |                                                                                |                                                      |                                                      |                                                      |                                                      |                                                      |                                                      |                                                |                                                |                                                |                                                |                                                |                                                |                                  |                                  |                                  |                                  |  |  |  |  |  |  |  |  |  |  |  |  |  |  |  |  |  |  |  |  |  |  |  |  |  |  |  |  |  |  |  |  |  |  |  |  |  |  |  |  |  |  |  |  |  |  |  |  |
|                                         |                                         |                                         |                                         | Robert I van Bourbon-Parma (1848-1907)   | Robert I van Bourbon-Parma (1848-1907)   | Robert I van Bourbon-Parma (1848-1907)   | Robert I van Bourbon-Parma (1848-1907)   | Robert I van Bourbon-Parma (1848-1907)   | Robert I van Bourbon-Parma (1848-1907)   |                                        |                                        |                                          |                                          |                                          |                                          | Maria Antonia van Bragança (1862-1959)   | Maria Antonia van Bragança (1862-1959)   | Maria Antonia van Bragança (1862-1959) | Maria Antonia van Bragança (1862-1959) | Maria Antonia van Bragança (1862-1959)                 | Maria Antonia van Bragança (1862-1959)                 |                                                        |                                                        |                                                        |                                                        |  |  |                                                                      |                                                                      |                                                                      |                                                                      | Marie Louis Gabriel Georges de Bourbon-Busset, graaf van Lignières (1860-1932) | Marie Louis Gabriel Georges de Bourbon-Busset, graaf van Lignières (1860-1932) | Marie Louis Gabriel Georges de Bourbon-Busset, graaf van Lignières (1860-1932) | Marie Louis Gabriel Georges de Bourbon-Busset, graaf van Lignières (1860-1932) | Marie Louis Gabriel Georges de Bourbon-Busset, graaf van Lignières (1860-1932) | Marie Louis Gabriel Georges de Bourbon-Busset, graaf van Lignières (1860-1932) |                                                      |                                                      |                                                      |                                                      |                                                      |                                                      | Marie Jeanne de Kerret de Quillien (1866-1958) | Marie Jeanne de Kerret de Quillien (1866-1958) | Marie Jeanne de Kerret de Quillien (1866-1958) | Marie Jeanne de Kerret de Quillien (1866-1958) | Marie Jeanne de Kerret de Quillien (1866-1958) | Marie Jeanne de Kerret de Quillien (1866-1958) |                                  |                                  |                                  |                                  |  |  |  |  |  |  |  |  |  |  |  |  |  |  |  |  |  |  |  |  |  |  |  |  |  |  |  |  |  |  |  |  |  |  |  |  |  |  |  |  |  |  |  |  |  |  |  |  |
|                                         |                                         |                                         |                                         | Robert I van Bourbon-Parma (1848-1907)   | Robert I van Bourbon-Parma (1848-1907)   | Robert I van Bourbon-Parma (1848-1907)   | Robert I van Bourbon-Parma (1848-1907)   | Robert I van Bourbon-Parma (1848-1907)   | Robert I van Bourbon-Parma (1848-1907)   |                                        |                                        |                                          |                                          |                                          |                                          | Maria Antonia van Bragança (1862-1959)   | Maria Antonia van Bragança (1862-1959)   | Maria Antonia van Bragança (1862-1959) | Maria Antonia van Bragança (1862-1959) | Maria Antonia van Bragança (1862-1959)                 | Maria Antonia van Bragança (1862-1959)                 |                                                        |                                                        |                                                        |                                                        |  |  |                                                                      |                                                                      |                                                                      |                                                                      | Marie Louis Gabriel Georges de Bourbon-Busset, graaf van Lignières (1860-1932) | Marie Louis Gabriel Georges de Bourbon-Busset, graaf van Lignières (1860-1932) | Marie Louis Gabriel Georges de Bourbon-Busset, graaf van Lignières (1860-1932) | Marie Louis Gabriel Georges de Bourbon-Busset, graaf van Lignières (1860-1932) | Marie Louis Gabriel Georges de Bourbon-Busset, graaf van Lignières (1860-1932) | Marie Louis Gabriel Georges de Bourbon-Busset, graaf van Lignières (1860-1932) |                                                      |                                                      |                                                      |                                                      |                                                      |                                                      | Marie Jeanne de Kerret de Quillien (1866-1958) | Marie Jeanne de Kerret de Quillien (1866-1958) | Marie Jeanne de Kerret de Quillien (1866-1958) | Marie Jeanne de Kerret de Quillien (1866-1958) | Marie Jeanne de Kerret de Quillien (1866-1958) | Marie Jeanne de Kerret de Quillien (1866-1958) |                                  |                                  |                                  |                                  |  |  |  |  |  |  |  |  |  |  |  |  |  |  |  |  |  |  |  |  |  |  |  |  |  |  |  |  |  |  |  |  |  |  |  |  |  |  |  |  |  |  |  |  |  |  |  |  |
|                                         |                                         |                                         |                                         |                                          |                                          |                                          |                                          |                                          |                                          | Xavier van Bourbon-Parma (1889-1977)   | Xavier van Bourbon-Parma (1889-1977)   | Xavier van Bourbon-Parma (1889-1977)     | Xavier van Bourbon-Parma (1889-1977)     | Xavier van Bourbon-Parma (1889-1977)     | Xavier van Bourbon-Parma (1889-1977)     |                                          |                                          |                                        |                                        |                                                        |                                                        |                                                        |                                                        |                                                        |                                                        |  |  |                                                                      |                                                                      |                                                                      |                                                                      |                                                                                |                                                                                |                                                                                |                                                                                |                                                                                |                                                                                | Marie Madeleine Yvonne de Bourbon-Busset (1898-1984) | Marie Madeleine Yvonne de Bourbon-Busset (1898-1984) | Marie Madeleine Yvonne de Bourbon-Busset (1898-1984) | Marie Madeleine Yvonne de Bourbon-Busset (1898-1984) | Marie Madeleine Yvonne de Bourbon-Busset (1898-1984) | Marie Madeleine Yvonne de Bourbon-Busset (1898-1984) |                                                |                                                |                                                |                                                |                                                |                                                |                                  |                                  |                                  |                                  |  |  |  |  |  |  |  |  |  |  |  |  |  |  |  |  |  |  |  |  |  |  |  |  |  |  |  |  |  |  |  |  |  |  |  |  |  |  |  |  |  |  |  |  |  |  |  |  |
|                                         |                                         |                                         |                                         |                                          |                                          |                                          |                                          |                                          |                                          | Xavier van Bourbon-Parma (1889-1977)   | Xavier van Bourbon-Parma (1889-1977)   | Xavier van Bourbon-Parma (1889-1977)     | Xavier van Bourbon-Parma (1889-1977)     | Xavier van Bourbon-Parma (1889-1977)     | Xavier van Bourbon-Parma (1889-1977)     |                                          |                                          |                                        |                                        |                                                        |                                                        |                                                        |                                                        |                                                        |                                                        |  |  |                                                                      |                                                                      |                                                                      |                                                                      |                                                                                |                                                                                |                                                                                |                                                                                |                                                                                |                                                                                | Marie Madeleine Yvonne de Bourbon-Busset (1898-1984) | Marie Madeleine Yvonne de Bourbon-Busset (1898-1984) | Marie Madeleine Yvonne de Bourbon-Busset (1898-1984) | Marie Madeleine Yvonne de Bourbon-Busset (1898-1984) | Marie Madeleine Yvonne de Bourbon-Busset (1898-1984) | Marie Madeleine Yvonne de Bourbon-Busset (1898-1984) |                                                |                                                |                                                |                                                |                                                |                                                |                                  |                                  |                                  |                                  |  |  |  |  |  |  |  |  |  |  |  |  |  |  |  |  |  |  |  |  |  |  |  |  |  |  |  |  |  |  |  |  |  |  |  |  |  |  |  |  |  |  |  |  |  |  |  |  |
|                                         |                                         |                                         |                                         |                                          |                                          |                                          |                                          |                                          |                                          |                                        |                                        |                                          |                                          |                                          |                                          |                                          |                                          |                                        |                                        |                                                        |                                                        |                                                        |                                                        |                                                        |                                                        |  |  |                                                                      |                                                                      |                                                                      |                                                                      |                                                                                |                                                                                |                                                                                |                                                                                |                                                                                |                                                                                |                                                      |                                                      |                                                      |                                                      |                                                      |                                                      |                                                |                                                |                                                |                                                |                                                |                                                |                                  |                                  |                                  |                                  |  |  |  |  |  |  |  |  |  |  |  |  |  |  |  |  |  |  |  |  |  |  |  |  |  |  |  |  |  |  |  |  |  |  |  |  |  |  |  |  |  |  |  |  |  |  |  |  |
|                                         |                                         |                                         |                                         |                                          |                                          |                                          |                                          |                                          |                                          |                                        |                                        |                                          |                                          |                                          |                                          |                                          |                                          |                                        |                                        |                                                        |                                                        |                                                        |                                                        |                                                        |                                                        |  |  |                                                                      |                                                                      |                                                                      |                                                                      |                                                                                |                                                                                |                                                                                |                                                                                |                                                                                |                                                                                |                                                      |                                                      |                                                      |                                                      |                                                      |                                                      |                                                |                                                |                                                |                                                |                                                |                                                |                                  |                                  |                                  |                                  |  |  |  |  |  |  |  |  |  |  |  |  |  |  |  |  |  |  |  |  |  |  |  |  |  |  |  |  |  |  |  |  |  |  |  |  |  |  |  |  |  |  |  |  |  |  |  |  |
|                                         |                                         |                                         |                                         | Maria Francisca van Bourbon-Parma (1928) | Maria Francisca van Bourbon-Parma (1928) | Maria Francisca van Bourbon-Parma (1928) | Maria Francisca van Bourbon-Parma (1928) | Maria Francisca van Bourbon-Parma (1928) | Maria Francisca van Bourbon-Parma (1928) |                                        |                                        | Carel Hugo van Bourbon-Parma (1930-2010) | Carel Hugo van Bourbon-Parma (1930-2010) | Carel Hugo van Bourbon-Parma (1930-2010) | Carel Hugo van Bourbon-Parma (1930-2010) | Carel Hugo van Bourbon-Parma (1930-2010) | Carel Hugo van Bourbon-Parma (1930-2010) |                                        |                                        | Maria Teresa van Bourbon-Parma (1933-1920)             | Maria Teresa van Bourbon-Parma (1933-1920)             | Maria Teresa van Bourbon-Parma (1933-1920)             | Maria Teresa van Bourbon-Parma (1933-1920)             | Maria Teresa van Bourbon-Parma (1933-1920)             | Maria Teresa van Bourbon-Parma (1933-1920)             |  |  | Cecilia van Bourbon-Parma (1935-2021)                                | Cecilia van Bourbon-Parma (1935-2021)                                | Cecilia van Bourbon-Parma (1935-2021)                                | Cecilia van Bourbon-Parma (1935-2021)                                | Cecilia van Bourbon-Parma (1935-2021)                                          | Cecilia van Bourbon-Parma (1935-2021)                                          |                                                                                |                                                                                | Maria de las Nieves van Bourbon Parma (1937)                                   | Maria de las Nieves van Bourbon Parma (1937)                                   | Maria de las Nieves van Bourbon Parma (1937)         | Maria de las Nieves van Bourbon Parma (1937)         | Maria de las Nieves van Bourbon Parma (1937)         | Maria de las Nieves van Bourbon Parma (1937)         |                                                      |                                                      | Sixtus Hendrik van Bourbon-Parma (1940)        | Sixtus Hendrik van Bourbon-Parma (1940)        | Sixtus Hendrik van Bourbon-Parma (1940)        | Sixtus Hendrik van Bourbon-Parma (1940)        | Sixtus Hendrik van Bourbon-Parma (1940)        | Sixtus Hendrik van Bourbon-Parma (1940)        |                                  |                                  |                                  |                                  |  |  |  |  |  |  |  |  |  |  |  |  |  |  |  |  |  |  |  |  |  |  |  |  |  |  |  |  |  |  |  |  |  |  |  |  |  |  |  |  |  |  |  |  |  |  |  |  |

- Biblioteca Nacional de España: XX1724391
- Bibliothèque nationale de France: cb12774763w (data)
- CiNii: DA17814651
- Gemeinsame Normdatei: 128858567
- International Standard Name Identifier: 0000 0001 1650 1190
- Library of Congress Control Number: n89655308
- Nationale Bibliotheek van Tsjechië: jo2013760809
- Système universitaire de documentation: 073264199
- Virtual International Authority File: 57676127
- WorldCat: E39PBJht6MY74wpkGVDhVVYpT3